# Холина, Серафима Васильевна
Серафима Васильевна Холина (29 августа 1923, Москва — 10 апреля 2021, Москва) — советская актриса.

## Биография
Родилась 29 августа 1923 года в Москве. Во время Великой Отечественной войны с февраля 1942 по сентябрь 1944 работала токарем на Заводе имени Владимира Ильича. В 1944—1949 годах училась на актёрском факультете ВГИКа (мастерская Юлия Яковлевича Райзмана). Там же у неё завязался роман с однокурсником Олегом Голубицким (1923—1995), позже они поженились и прожили вместе всю жизнь.
После окончания ВГИКа она поступила на киностудию «Мосфильм» и в Театр-студию киноактёра, где работала до ухода на пенсию в 1983 году. Дебют в кино состоялся в 1950 году. Особенно запомнилась в роли ведущей показа мод в «Бриллиантовой руке» Леонида Гайдая. Активно работала в дубляже, озвучивала множество самых известных актрис мира, среди которых Софи Лорен, Моника Витти и другие.

### Болезнь и смерть
В последние годы жизни актриса страдала от болезни Альцгеймера. Скончалась 10 апреля 2021 года на 98-м году жизни в Москве. Похоронена на Введенском кладбище.

### Семья
- Отец — Василий Изотович Холин, железнодорожник.
- Мать — Серафима Леонидовна, домашняя хозяйка.
- Муж — Олег Голубицкий (1923—1995), киноактёр, заслуженный артист РСФСР (1988).
  - Дочь — Людмила (род. 1955), работник министерства.

## Творчество

### Работы в театре
- «Дети Ванюшина» С. А. Найдёнов — Катя
- «Три солдата» Ю. П. Егоров и Ю. С. Победоносцев — Валя Рощина, Нюся
- «Бедность не порок» А. Н. Островский — Егорушка
- «Дон Иваныч» (режиссёр Борис Бибиков) — Галя
- «Машенька» А. Н. Афиногенов — Галя
- «Беда от нежного сердца» В. А. Соллогуб — Катерина Ивановна
- «У опасной черты» В. А. Любимова — Лиза
- «Дядюшкин сон» Ф. М. Достоевский— 3-я дама
- «Мандат» Николай Эрдман— Варвара Гулячкина
- «Несущий в себе» Л. П. Сухаревская — студентка

### Фильмография
1. 1950 — Кавалер Золотой Звезды — эпизод (нет в титрах)
2. 1950 — Смелые люди — эпизод (нет в титрах)
3. 1951 — Сельский врач — эпизод (нет в титрах)
4. 1953 — Вихри враждебные — эпизод (нет в титрах)
5. 1954 — Верные друзья — эпизод
6. 1954 — Об этом забывать нельзя — член бюро райкома (нет в титрах)
7. 1955 — Доброе утро — подруга
8. 1958 — Жених с того света — продавщица мороженого в поезде (нет в титрах)
9. 1958 — Иван Бровкин на целине — медсестра (нет в титрах)
10. 1959 — Аннушка — эпизод
11. 1964 — Вызываем огонь на себя — прачка
12. 1964 — Метель — горожанка
13. 1968 — Бриллиантовая рука — ведущая показа мод

### Озвучивание
1. 1959 — Адам хочет быть человеком (Литовская киностудия) — Люце (роль Аудроне Боярчюте)
2. 1959 — Тигровая бухта (Tiger Bay, Великобритания)
3. 1959 — Юлюс Янонис (Литовская киностудия) — Милда (роль Елены Яцкуте)
4. 1961 — Кто вы, доктор Зорге? (фр. Qui êtes-vous, Monsieur Sorge?; Франция, ФРГ, Италия, Япония) — Лили Браун (роль Ингрид ван Берген)
5. 1961 — Прекрасная американка (фр. La Belle Américaine; Франция) — Полетт (роль Колетт Броссе)
6. 1962 — Я, бабушка, Илико и Илларион (Грузия-фильм) — Цира (роль Киры Андроникашвили)
7. 1963 — Вчера, сегодня, завтра (итал. Ieri, oggi, domani; Италия, Франция) — Аделина Сбарати / Анна Мольтени / Мара (роли Софи Лорен)
8. 1964 — Брак по-итальянски (итал. Matrimonio All'Italiana; Италия, Франция) — Филумена Мартурано (роли Софи Лорен)
9. 1964 — Пансион Буланка (нем. Pension Boulanka; ДЕФА, ГДР)
10. 1964 — Чёрный тюльпан (фр. La tulipe noire; Франция, Италия, Испания) — маркиза Катрин де Вигонь (роль Дон Аддамс)
11. 1965 — Девушка из банка (пол. Zbrodniarz i panna; Польша) — Малгожата
12. 1965 — Разиня (Le Corniaud; Франция, Италия) — Джина (роль Алиды Келли)
13. 1965 — Свет за шторами (венг. Fény a redöny mögött; Мафильм, Венгрия) — Магда (роль Илдико Печи)
14. 1966 — Большая прогулка (фр. La Grande Vadrouille; Франция, Великобритания) — Жюльетта (роль Мари Дюбуа)
15. 1966 — Где третий король? (пол. Gdzie jest trzeci król?; Польша)
16. 1966 — Времена землемеров (лат. Mērnieku laiki; Рижская киностудия)
17. 1966 — Из времён голода — Назлу (роль Е. Манвелян)
18. 1967 — Оскар (фр. Oscar; Франция) — Жермен Барнье, жена Бертрана Барнье (роль Клод Жансак)
19. 1967 — Чингачгук — Большой Змей (нем. Chingachgook, die grosse Schlange; ДЕФА, ГДР) — Юдит (роль Лило Гран)
20. 1968 — Не промахнись, Асунта! (итал. La Ragazza con la pistola;) — Ассунта (роль Моники Витти)
21. 1968 — Смешная девчонка (англ. Funny Girl; США) — Джорджия Джеймс (роль Энн Фрэнсис)
22. 1969 — Десница великого мастера (Грузия-фильм) — Вардисахар (роль Лейлы Абашидзе)
23. 1970 — Берег ветров (эст. Tuuline rand; Таллинфильм) — Анетте (роль Лейлы Сяялик)
24. 1971 — Женщины вне игры (чеш. Ženy v ofsajdu; Чехословакия) — Эма
25. 1972 — И дождь смывает все следы (нем. Und der Regen verwischt jede Spur; ФРГ, Франция) — Ирэн, мать Кристины (роль Рут-Марии Кубичек)
26. 1972 — Расследование поручено мне (венг. Hekus lettem; Венгрия)
27. 1973 — Бобби (англ. Bobby; Индия)
28. 1973 — Горький урок (Грузия-фильм)
29. 1974 — Вычисленное счастье (чеш. Jáchyme, hod ho do stroje!; Чехословакия)
30. 1974 — Убийство в «Восточном экспрессе» (англ. Murder on the Orient Express; Великобритания) — Хильдегарда Шмидт (роль Рэйчел Робертс)
31. 1974 — Пиаф. Ранние годы (фр. Piaf. Les premières années; Франция) — Лулу (роль Сильви Жоли)
32. 1976 — Знакомство по брачному объявлению (фр. Cours après moi que je t'attrape; Франция) — Симона Дарю (роль Женевьевы Фонтанель)
33. 1976 — Золотые дукаты призрака (венг. Kísértet Lublón; Венгрия)
34. 1976 — Прокажённая (пол. Trędowata; Польша)
35. 1977 — Рача, любовь моя (чеш. Rača, láska moja; СССР, Чехословакия)
36. 1980 — Крупный выигрыш (Арменфильм)